# Diódoro Carrasco
Diódoro Humberto Carrasco Altamirano (Oaxaca, 30 januari 1954) is een Mexicaans politicus van de Nationale Actiepartij (PAN).
Carrasco studeerde economie aan het Autonoom Technologisch Instituut van Mexico (ITAM) en sloot zich aan bij de Institutioneel Revolutionaire Partij (PRI). In 1988 werd hij in de Kamer van Senatoren gekozen maar trad in 1992 vroegtijdig af om tot gouverneur van zijn thuisstaat Oaxaca te worden gekozen. In 1996 benoemde hij architecte Tonny Zwollo tot bouwconsultant van Oaxaca. Van 1999 tot 2000 was hij minister van binnenlandse zaken.
In 2006 kwam Carrasco in conflict met Roberto Madrazo, presidentskandidaat van de PRI. Nadat hij niet op de lijst kwam te staan stapte hij samen met onder andere Addy Joaquín Coldwell over naar de PAN en werd vervolgens tot afgevaardigde.